# Mitsuki
Mitsuki (jap. みつき, ミツキ) – żeńskie imię japońskie.

## Możliwa pisownia
Mitsuki można zapisać, używając wielu różnych znaków kanji i może znaczyć m.in.:
- 三月, „trzy, księżyc/miesiąc”
- 満月, „pełny, księżyc”
- 美月, „piękno, księżyc”
- 光月, „światło, księżyc”
- 光希, „światło, rzadki”
- 光揮, „światło, władać”
- 光輝, „światło, jasny”

## Znane osoby
- Mitsuki Aira (ミツキ), japońska artystka
- Mitsuki Saiga (みつき), japońska seiyū

## Fikcyjne postacie
- Mitsuki, postać z mangi Tōkyō Babylon
- Mitsuki Hayase, bohaterka gry i anime Wieczność, której pragniesz
- Mitsuki Hōyama (美月), bohaterka mangi Doubt
- Mitsuki Kōyama, główna bohaterka mangi i anime Full Moon o sagashite
- Mitsuki Rara (みつき), bohaterka anime Dual! Parallel Trouble Adventure
- Mitsuki Sanada (三月), bohaterka anime Dual! Parallel Trouble Adventure
- Mitsuki Sawatari (みつき), bohaterka mangi i anime He Is My Master